# Pfarrkirche Althofen

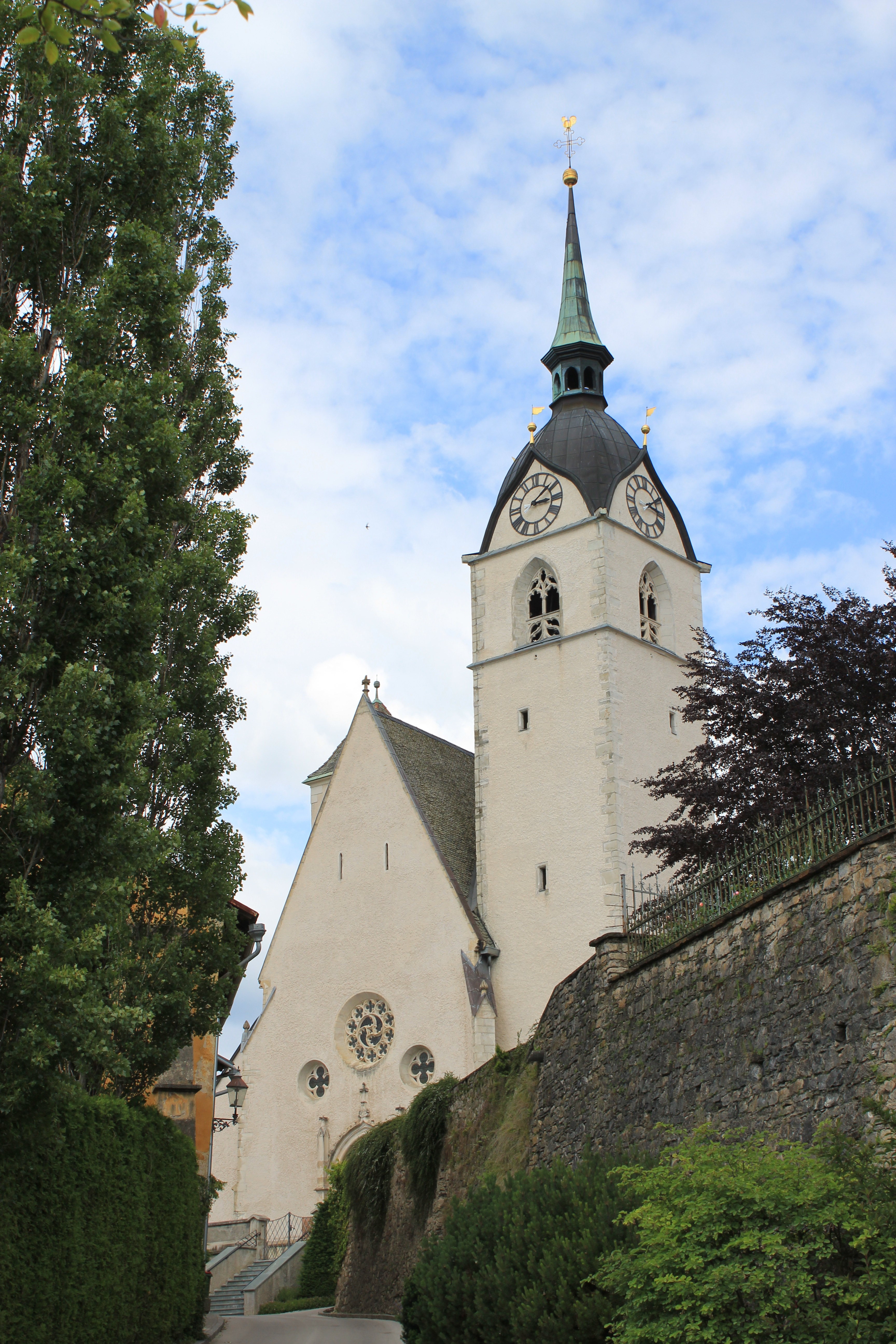

Die römisch-katholische Pfarrkirche Althofen steht im hochgelegenen Nordteil des Oberen Marktes in Althofen und ist daher fast vom ganzen Krappfeld aus zu sehen. Die Kirche ist die einzige Kärntens, die dem heiligen Thomas von Canterbury geweiht ist.

## Geschichte
Die Kirche wurde um 1307 erstmals erwähnt und stand unter dem Patronat des Erzpriesters von Friesach, aus dieser Zeit stammt die Modestuskapelle. Im 14. Jahrhundert erfolgte ein Neubau. Im 18. Jahrhundert wurde die Kirche im Inneren barockisiert. 1884 und 1908–1910 kam es unter der Leitung des Konservators P. Grueber und des Architekten K. Badstieber zu einer historisierenden Erneuerung. 1993 erfolgte eine Gesamtinnenrestauration mit der teilweisen Wiederherstellung der historischen Architekturpolychromie und 1995–1997 wurde die Kirche außen restauriert.

## Bauwerk

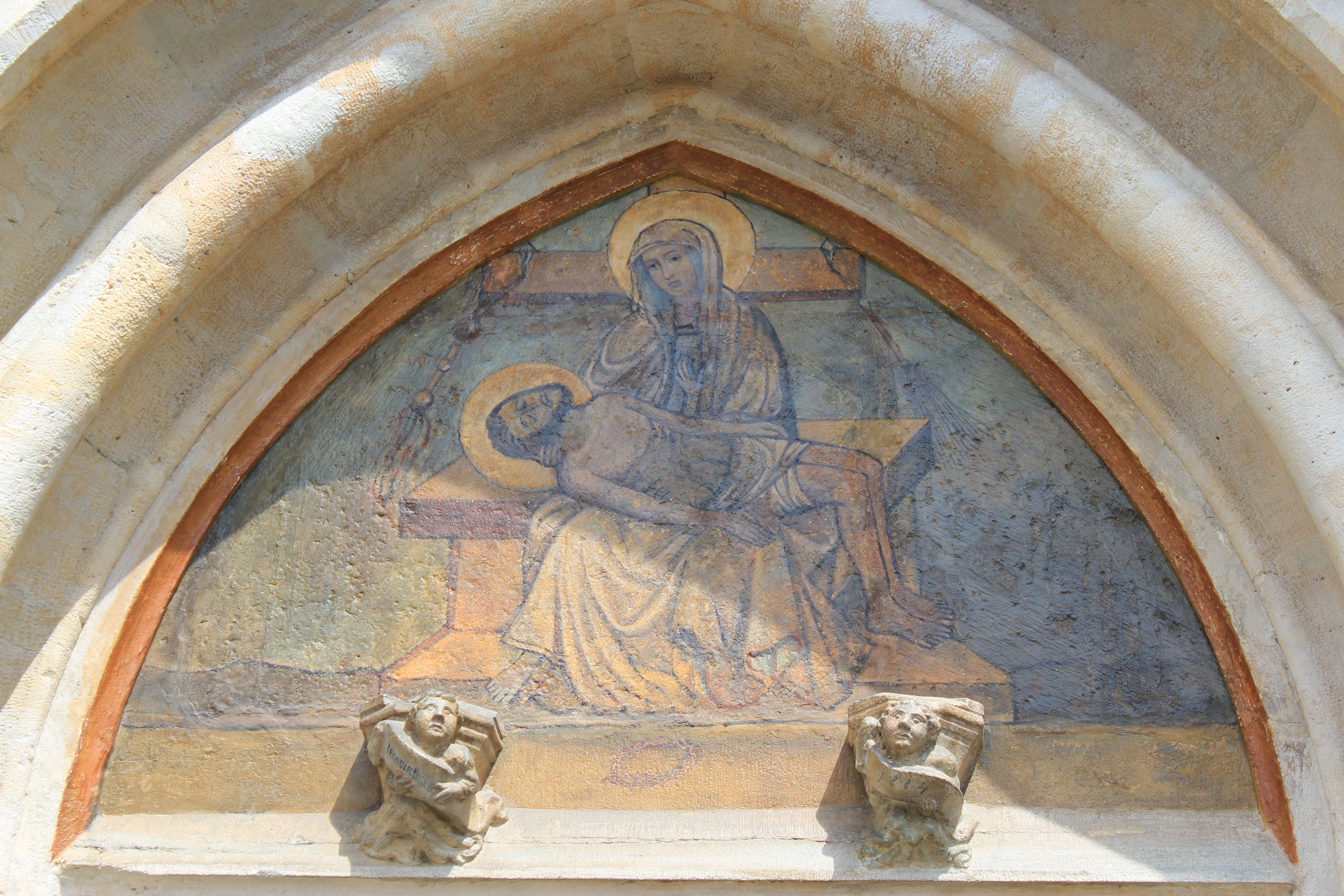
Tympanon

Das Kirchenschiff setzt sich aus einem zweijochigen Langhaus und einem einjochigen Chor mit 5/8-Schluss zusammen. An der Langhausnordseite schließen zwei Kapellenanbauten an. Darüber erhebt sich ein kleiner schlanker Turm mit gotischen Zwillingsfenstern und Pyramidendach. Südlich des westlichen Langhausjoches steht der mächtige gotische Turm. Er wird von einer Turmhaube mit einer Laterne bekrönt. Die Maßwerke des Schallfenster wurden erneuert. Der Chor wird von dreistufigen Strebepfeilern gestützt. Unter dem Chor befindet sich eine Beinkammer mit Ringtonnengewölbe, welches von einem achteckigen Mittelpfeiler gestützt wird. Südlich schließt am Chor ein kleiner Oratoriumsanbau an. Die etwas nördlich der Kirche einjochige Modestuskapelle mit 5/8-Schluss wird als Sakristei verwendet und wird durch einen Anbau, in dessen ersten Stock sich ein weiteres Oratorium befindet, mit dem Chor verbunden.
Das Westportal mit reich profiliertem Gewände, und um 1400 entstandenen gotischen Konsolenengeln wurde 1884 renoviert. Dabei wurden die seitlichen Fialen, das gotische Pietàgemälde im Tympanon und das Maßwerk der drei Rundfenster in der Westfassade umgestaltet. Auch das spitzbogige Südportal stammt aus dieser Zeit. Am nördlichen Strebepfeiler der Westfassade ist der römerzeitliche Grabstein des P. Aelius Tertullus und der Maxima Secunda eingelassen. An den Seiten des Grabsteins sind auf Relief ein Satyr und eine Mänade dargestellt. An der Nordwand der Kirche befindet sich ein weiterer römerzeitlicher Grabstein für Commodius und Commodinus, gestiftet von Finitus, dem Sklaven des Claudius Priscus. Aus dem Frühbarock stammen die beiden Grabsteine an der Westfassade mit den Motiven der Kreuzigung und der Auferstehung.
Im Inneren spannt sich über dem Langhaus ein Kreuzrippengewölbe, welches auf Runddiensten bzw. Konsolen ruht. Die dreiachsige, zweijochige Westempore ist kreuzrippenunterwölbt und wurde unter Verwendung von original gotischen Teilen rekonstruiert. Ein spitzbogiger Triumphbogen verbindet das Langhaus mit dem kreuzrippengewölbten Chor mit figürlichen Schlusssteinen. Von der Chornordwand führt ein neugotisches Portal in die Sakristei, über dem Portal befindet sich die Oratorienbrüstung. Sowohl Chor und Langhaus besitzen zweibahnige Maßwerksfenster.

## Einrichtung

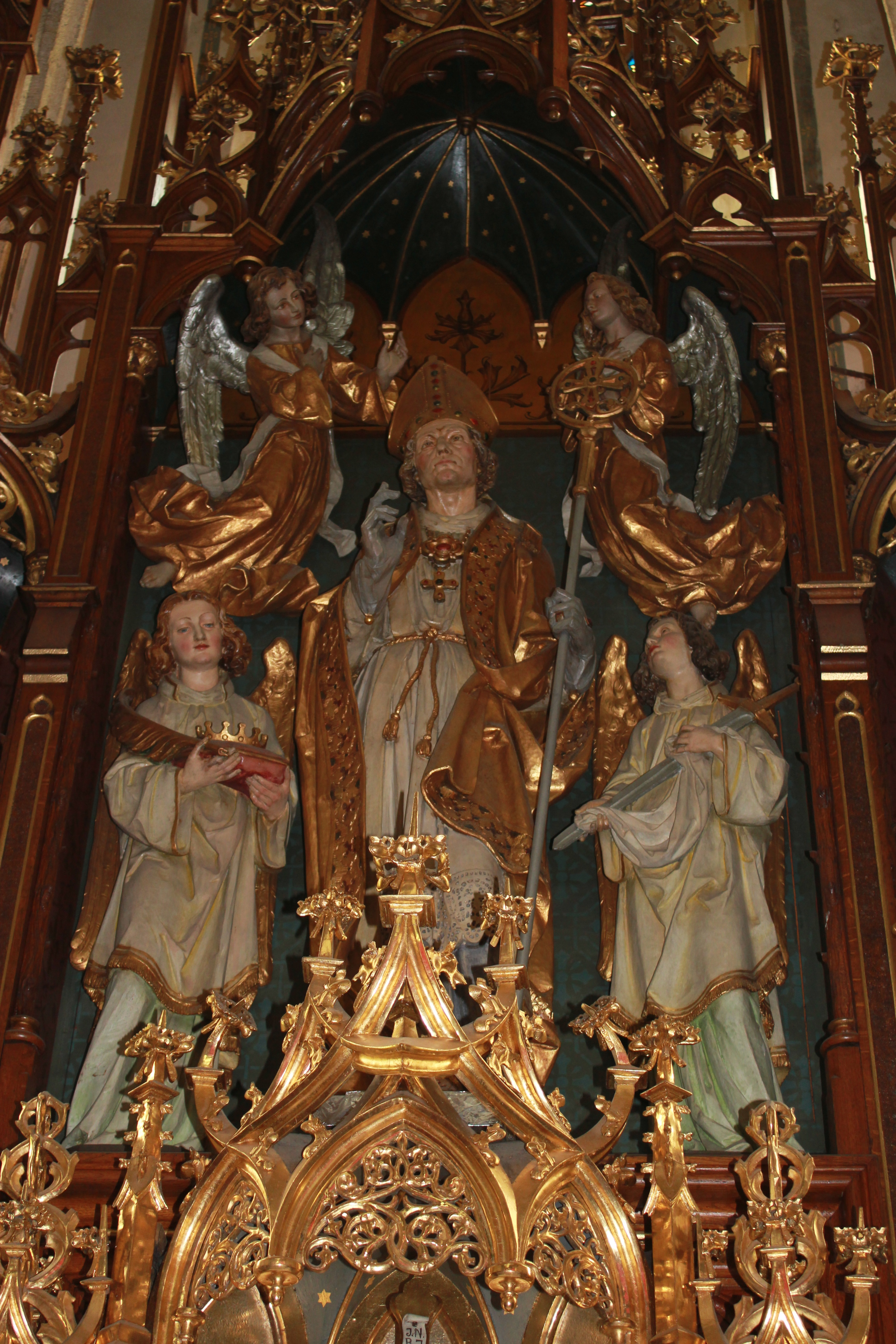
Hochaltar: Thomas Becket

Anfang des 20. Jahrhunderts wurden die barocken Altäre durch neugotische ersetzt.
Der neugotische Hochaltar birgt in der Mittelnische die Statue von Thomas Becket, die von vier Engeln umgeben ist. In den Seitennischen stehen links die Heiligen Johannes Evangelist und Petrus, rechts Paulus und Adalbertus. Darüber ist im Gesprenge ein Schutzengel dargestellt, flankiert von den Heiligen Gisela und Zita. Auf der Predella zeigen polychromierte Reliefs die Geburt und die Auferstehung Christi. Das Antependium besteht aus Mosaiken mit der Darstellung des Lamm Gottes und eines blutspendenden Pelikans.
Der Hochaltar wurde erst 1920 von der Klagenfurter Firma Mathias Slama fertiggestellt, die Statuen wurden aber schon vor 1917 von Marcellus Geiger geschaffen.
So stellen zwei der Skulpturen die Namenspatrone von Gisela von Österreich und Zita von Bourbon-Parma dar, beide Mitglieder des österreichischen Kaiserhauses, das 1918 abtreten musste.
Die beiden Altäre an der Triumphbogenwand bestehen aus Konsolen mit Baldachin und Gesprenge. Am linken steht eine Herz-Jesu-Statue, die vor 1916 von Marcellus Geiger gefertigt wurde. Der rechte Altar mit Statue des heiligen Josef mit Kind ist ebenso wie der Maria-Lourdes-Altar in einer Seitenkapelle ein Werk von Mathias Slama aus den Jahren 1915/16.
In der anderen steht ein Altar aus dem ersten Viertel des 18. Jahrhunderts mit dem Altarbild der Kreuzerhöhung und einem barocken Antependium mit figurativ angereicherten Christus- und Marienmonogrammen, welche für Kärnten einzigartig sind. Die Kredenz mit Kreuzigungsgruppe in der Sakristei wurde um 1912 von C. Badstieber geschaffen.
Die barocke Kanzel von 1760 wird Josef Mayer zugeschrieben. Vor den Pilastern des Kanzelkorbes sitzen vier Engel mit Attributen der Kirchenväter: Eine Tiara für Gregor den Großen, ein Bienenkorb für Ambrosius, eine Mitra für Augustinus und ein Totenkopf für Hieronymus. Darunter sind Symbole der vier Evangelisten angebracht.
An der Kanzelrückwand hängt ein Bild des Guten Hirten. Am Schalldeckel sitzen das Lamm Gottes mit dem Buch mit sieben Siegeln und drei Engel. Die Spitze des Schalldeckels bilden die Gesetzestafeln mit Palmzweig und flammenden Schwert in einem Strahlenkranz.
Aus der Barockzeit stammen die vier weiß gefassten Konsolenfiguren unter Baldachinen im Chor, welche die Heiligen Florian, Stanislaus, Urban und Georg darstellen. Eine Strahlenkranzmadonna vom Ende des 17. Jahrhunderts steht auf einer Konsole an der linken Triumphbogenlaibung. An den Langhausmauern befinden sich kleine Konsolenfiguren aus dem 18. Jahrhundert, ein heiliger Sebastian und ein unbekannter Bischof.
Das barocke Gemälde, welches an der Nordwand des Langhauses angebracht ist und die Glorie des heiligen Thomas von Canterbury über einer topographischen Ansicht von Althofen darstellt, war das Mittelbild des ehemaligen Hochaltares aus der zweiten Hälfte des 18. Jahrhunderts.
Weitere Gemälde zeigen eine Heilige Familie aus dem 19. Jahrhundert und den Unterricht Mariens, wahrscheinlich aus dem 17. Jahrhundert.